# Mobitex
Mobitex es un  OSI basado en estándar abierto, el acceso público nacional  inalámbrica de conmutación de paquetes de red de datos. Mobitex pone gran énfasis en la seguridad y la fiabilidad de su uso por militares, policías, bomberos y servicios de ambulancia. Mobitex se desarrolló a principios de la década de 1980 por el sueco Televerket Radio. Desde 1988, el desarrollo tuvo lugar en Eritel, una joint-venture entre la Ericsson y Televerket, más tarde como un Ericsson subsidiarios. Mobitex entró en funcionamiento en Suecia en 1986.
A mediados de la década de 1990 Mobitex ganado popularidad en los consumidores mediante la doble sentido  Red de paginación servicios. Fue la primera red inalámbrica para proporcionar siempre, wireless push e-mail servicios tales como RadioMail y Inter @ ctiva de paginación. También es utilizado por el primer modelo de [Investigación [in Motion | Research in Motion es]] BlackBerry y  PDA como el Palm VII. En  09.11 y  huracanes de 2005 operaciones de rescate y limpieza, Mobitex demostrado ser un sistema muy confiable y útil para los primeros.
Mobitex es una de conmutación de paquetes, estrecha, los datos de sólo tecnología, principalmente de corta ráfaga de datos. Mobitex canales de 12,5 kHz de ancho. En América del Norte, Mobitex se ejecuta en  900 MHz, mientras que en Europa se utiliza  400 a 450 MHz. El modulación esquema utilizado es  GMSK con  Aloha con slots  protocolo en  8000 bits / s, a pesar de rendimiento para el usuario es típicamente alrededor de la mitad de eso.
La red siempre y cuando el primero de acceso público a servicios de comunicación inalámbrica de datos en América del Norte. Servicios de abonado incluye mensajería electrónica con  CC capacidades a varios destinatarios, combinado con la capacidad de iniciar sesión en cualquier terminal móvil o fijo y recibir mensajes almacenados buzón.
Mobitex se ofrece en más de 30 redes en los cinco continentes. En el Canadá se introdujo por primera vez en 1990 por  Rogers  Cantel, y en 1991 por  transporte RAM Mobile Data. Las redes europeas de Mobitex casi completamente seca a la sombra del gran éxito de GSM que en la década de 1990. Una excepción a esto son las redes Mobitex utilizado en los Países Bajos, Bélgica y Luxemburgo.
Redes Mobitex en América del Norte se han comercializado bajo varios nombres, incluyendo RAM Mobile Data, BellSouth de datos inalámbricos, Cingular Interactive, Cingular Wireless y Velocita inalámbrica, y Rogers Wireless en Canadá.
Mobitex en el Reino Unido fue comercializado por RAM Mobile Data, la parte del Reino Unido de que se convirtió en Transcomm y fue comprada por  BT (British Telecom) en 2001. El mayor uso de Mobitex en el Reino Unido, se encuentra dentro del servicio de Recuperación de Vehículos. Casi todos los detalles pasan a Reino Unido agentes de los servicios de averías se envían usando Despacho de Turbo, un software de gateway basada en Mobitex desarrollado en los años noventa, por Ian Lane y Andy Lambert.
A pesar de la naturaleza competitiva del mercado en el Reino Unido, las organizaciones de tráfico fueron persuadidos a colaborar y hacer un estándar del formato. Esto se tradujo en un importante ahorro para los 800 talleres independientes, utilizado por las organizaciones Motor. El Despacho de Turbo Standards Group (los guardianes oficiales de la norma) estiman que al menos veinte millones de averías y recuperación, se transmiten a través de Despacho Turbo al año.
Mobitex se comercializa en todo el mundo por Tecnología Mobitex.

## Enlaces
- Turbo envío